# Marek Mikita
Marek Mikita (ur. 10 listopada 1987) – polski lekkoatleta, skoczek w dal, medalista mistrzostw Polski, reprezentant Polski.

## Kariera sportowa
Był zawodnikiem MKS-MOS Wrocław i AZS-AWF Wrocław.
Na mistrzostwach Polski seniorów na otwartym stadionie zdobył jeden brązowy medal w skoku w dal: w 2006. 
Reprezentował Polskę na młodzieżowych mistrzostwach Europy w 2007, gdzie odpadł w eliminacjach skoku w dal, z wynikiem 7,03. 
Rekordy życiowe:
- 100 metrów: 10,54 (5.06.2009)
- 200 metrów: 21,63 (14.06.2009)
- skok w dal: 7,76 (9.06.2007)